# Auriacusita
L'auriacusita és un mineral de la classe dels arsenats que forma part del grup de l'olivenita. Rep el seu nom del llatí auri (groc daurat) i acus (agulla), en referència al seu color i a la morfologia dels seus cristalls. Va ser descoberta l'any 1993 a Montana, Estats Units.

## Característiques
L'auriacusita és un arsenat amb fórmula química Fe³⁺Cu²⁺(AsO₄)O. Cristal·litza en el sistema ortoròmbic formant agulles aciculars, allargades al llarg de [001], de fins a 0,1 mm. És isostructural amb l'olivenita, pertanyent també al grup amb el mateix nom, i l'anàleg amb Fe3+ de la zincolivenita. La seva duresa a l'escala de Mohs és 3.
Segons la classificació de Nickel-Strunz, l'auriacusita pertany a «08.BA: Fosfats, etc. amb anions addicionals, sense H₂O, només amb cations de mida mitjana, (OH, etc.):RO₄ sobre 1:1» juntament amb els següents minerals: ambligonita, montebrasita, tavorita, triplita, zwieselita, sarkinita, triploidita, wagnerita, wolfeïta, stanĕkita, joosteïta, hidroxilwagnerita, arsenowagnerita, holtedahlita, satterlyita, althausita, adamita, eveïta, libethenita, olivenita, zincolibethenita, zincolivenita, paradamita, tarbuttita, barbosalita, hentschelita, latzulita, scorzalita, wilhelmkleinita, trol·leïta, namibita, fosfoel·lenbergerita, urusovita, theoparacelsita, turanita, stoiberita, fingerita, averievita, lipscombita, richel·lita i zinclipscombita.

## Formació i jaciments
Es troba com a mineral secundari a la zona d'erosió de dipòsits sulfarsenurs polimetàl·lics. Sol trobar-se associada a altres minerals com: tetraedrita, segnitita, quars, pirita, malaquita i brochantita. La seva localitat tipus és la mina Black Pine (John Long Mts, Philipsburg, Granite Co., Montana, Estats Units). També se n'ha trobat auriacusita a Huércal-Overa (Almería) i a Perranzabuloe (Cornualla, Anglaterra).